# Rungalder

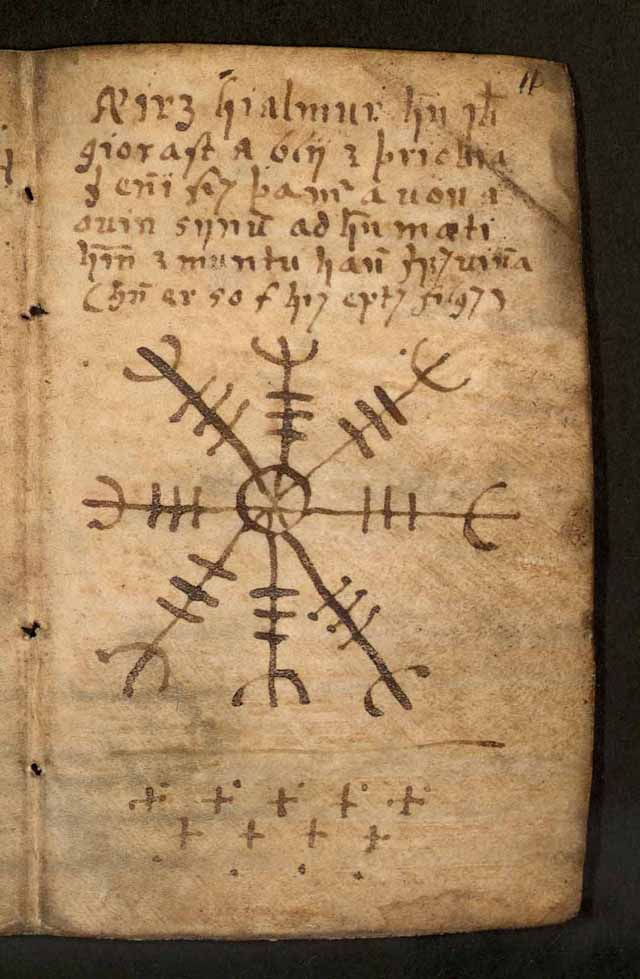
Ægishjálmur i ett manuskript från Islands nationalbibliotek.

Rungalder (isländska: galdrastafir, ”galdrastav”) är isländska symboler uppbyggda av runliknande stavar som sägs ha använts som en typ av besvärjelse i äldre tider, vars existens går tillbaka till 1600-tale och senare. Per namnet ska de ha fungerat som en skriven galder men har inget med runor att göra. Under 1600-talets jakt på häxor och trollkarlar letade man på Island ofta efter just rungaldrar hemma hos de misstänkta.

## Utseende
Rungaldrarna var vanligtvis uppbyggda symmetriskt av ett antal huvudstavar med symmetriska bistavar som visuellt liknar runor eller samstavsrunor. Två av de populäraste i modern tid: ægishjálmur och vegvísir, har sina huvudstavar sammansatta vid foten som en stjärna.

## Användning
Olika rungaldrar hade olika användningsområden. Det fanns galdrar som användes för att skydda sig mot faror, fånga tjuvar, underlätta barnafödande, förtrolla sina fiender och så vidare. De kan efterliknas vid diverse samtida vidskepliga symboler från det nordiska fastlandet, såsom trollkors.

## Modern tid
I modern tid förknippas rungalder ofta med runor och fornnordisk kultur för sitt utseende och namn med mera, trots att deras ursprung ligger närmare modern historia än vikingatiden och är av kristen härkomst. De har i stort sett ingen egentlig koppling till runor, utöver att vissa möjligen har inspirerats av runor visuellt.